# Richard Edmonds Luyt
Sir Richard Edmonds Luyt (ur. 8 listopada 1915 w Kapsztadzie, zm. 12 lutego 1994 tamże) – brytyjski dyplomata, absolwent Uniwersytetu Kapsztadzkiego. Gubernator kolonii Gujana od 1964 do 1966. Gubernator generalny niepodległej Gujany od 26 maja 1966 do 16 grudnia 1966. Po powrocie do Kapsztadu w 1967 wykładał na tamtejszym uniwersytecie.